# دولت محلی در مالزی
دولت محلی در مالزی (مالایی: Kerajaan tempatan di Malaysia) پایین‌ترین سطح حکومتی در مدیریت اجرایی مالزی، زیر نظر ایالت‌ها و قلمروهای فدرال مالزی است، که به همین ترتیب آنها هم زیر ردیف فدرال قرار دارند. دولت‌های محلی، به جز دولت محلی در قلمروهای فدرال، طبق قانون اساسی مالزی، به‌طور معمول تحت حوزه انحصاری دولت ایالتی قرار دارند. وزارت مسکن و دولت محلی فدرال در هماهنگ سازی و خط مشی استانداردسازی دولت‌های محلی در سراسر کشور نقش ایفا می‌کند.
حوزه اختیار دولت محلی در جمع‌آوری مالیات‌ها (به شکل ارزیابی مالیات)، ایجاد قوانین و مقررات (به شکل آیین‌نامه) و اعطاء پژوهانه و جواز در حوزه صلاحیت خودش، به اضافه تأمین امکانات رفاهی اولیه، جمع‌آوری و مدیریت ضایعات و زباله و هم چنین برنامه‌ریزی و توسعه مناطق تحت قلمرو خودش می‌باشد.